# Dazed & Confused
Dazed & Confused is een Brits tijdschrift over muziek, mode, film, kunst en literatuur. Jefferson Hack and Rankin richtten het tijdschrift op in 1992. De titel is een directe referentie aan de hit Dazed and Confused van de Britse rockband Led Zeppelin. 
Dazed & Confused wordt maandelijks uitgegeven en wordt in meer dan 40 landen verkocht. Het tijdschrift heeft onder anderen Madonna, Eminem, The Libertines, Pharrell Williams, Alicia Keys, The White Stripes, Sofia Coppola, Justin Timberlake, Kate Moss en Milla Jovovich op de cover geplaatst. 
- Hoofdredacteur : Nicki Bidder
- Voormalige hoofdredacteurs : Jefferson Hack, Rankin
- Redacteurs : Eleanor Morgan
- Onderwerpen : Mode, Lifestyle
- Frequentie : Maandelijks
- Eerste editie : 1992
- Uitgeverij: Waddell Limited
- Land: Verenigd Koninkrijk
- Gebaseerd in: Londen
- Website :DazedDigital.com
- ISSN 0961-9704